# Зимна Вода
Зи́мна Во́да (укр. Зимна Вода) — село на Украине, центр Зимневодской сельской общины Львовского района Львовской области, является частью Львовской агломерации. Население — 11 306 жителей, с 119 улицами, 3000 дворами. Зимна Вода — наибольшее село в Львовской области, одно из наибольших сел на Украине. Село граничит с западной частью Львова. Через него проходит железнодорожная линия Львов—Мостиска, а также автомагистраль Львов—Мостиска—Перемышль (Польша). С 1946 г. по 18 декабря 1990 г. называлось Водяное.
Село Зимна Вода граничит с такими населёнными пунктами: на севере — пгт Рудно (Железнодорожный район г. Львова); на западе — с. Суховоля, на юго-запад деревня Конопница, на юге с. Лапаевка, с. Холодновидка, на северо-востоке — с. Белогорща, которое в 1994 г. присоединено к г. Львов.